# Lemminkäinen Suite
La Lemminkäinen Suite (chiamata anche Quattro leggende di Kalevala), Op. 22, è una suite per orchestra in quattro movimenti, iniziata nel 1893 e completata nel 1895 dal compositore finlandese Jean Sibelius. Il brano era stato originariamente concepito come Veneen luominen (La costruzione della barca), un'opera dall'ambientazione mitologica, prima che il lavoro prendesse forma come suite. La sua storia è basata sull'eroico personaggio Lemminkäinen del Kalevala, una raccolta di folklore finlandese e poesia epica legata alla mitologia. Il secondo movimento, Il cigno di Tuonela, è il più popolare dei quattro movimenti ed è spesso eseguito da solo.

## Storia
La composizione era stata originariamente concepita come un'opera mitologica prima che Sibelius abbandonasse l'idea e ne facesse una suite composta da quattro movimenti distinti. I primi due però furono ritirati dal compositore subito dopo la prima e non furono né eseguiti, né aggiunti alla partitura pubblicata della suite fino al 1935. Nel 1947 Sibelius cambiò le posizioni del secondo e del terzo movimento.
Sibelius revisionò la partitura in due occasioni, nel 1897 e 1900 per il Cigno di Tuonela, nel 1939 l'intera suite.

## Movimenti
- Lemminkäinen e le fanciulle dell'isola, in Mi bemolle maggiore, è basato sul Runo (verso) 29 ("Conquiste")[2] del Kalevala, dove Lemminkäinen si reca su un'isola e seduce molte delle donne, prima di sfuggire all'ira degli uomini dell'isola. Il movimento è anche noto come Lemminkäinen e Fanciulle di Saari, essendo Saari la parola finlandese per isola.
- Lemminkäinen a Tuonela, in Fa diesis minore, si basa sui Runos 14 ("Alce, cavallo, cigno"[3]) e 15 ("Resurrezione"[4]). Lemminkäinen è a Tuonela, la terra dei morti, per sparare al Cigno di Tuonela per poter rivendicare la figlia di Louhi, signora della Pohjola o Northland, in matrimonio. Tuttavia, il cieco della Northland uccide Lemminkäinen, il cui corpo viene poi gettato nel fiume e poi smembrato. La madre di Lemminkäinen viene a sapere della sua morte, si reca a Tuonela, recupera le parti del corpo, lo rimette insieme e lo riporta in vita.
- Il cigno di Tuonela, in La minore, è il più popolare tra i quattro poemi sinfonici e spesso è presentato da solo nei programmi orchestrali. Ha un importante corno inglese solista. La musica dipinge l'immagine di un gossamer trascendentale di un cigno mistico che nuota intorno a Tuonela, l'isola dei morti. Lemminkäinen è stato incaricato di uccidere il sacro cigno, ma sulla strada viene colpito da una freccia avvelenata e muore lui stesso.

- Il ritorno di Lemminkäinen, in Do minore, presenta una trama quasi parallela alla fine del Runo 30 ("Pakkanen"[5]), dove dopo le sue avventure in battaglia, Lemminkäinen torna a casa.

Sibelius cambiò l'ordine dei movimenti quando fece le sue ultime revisioni nel 1939, posizionando Il cigno di Tuonela al secondo posto e Lemminkäinen a Tuonela al terzo posto.

## Strumentazione
La suite è orchestrata per:
- due flauti (uno anche ottavino), due oboi (uno anche corno inglese), due clarinetti in Si bemolle (uno anche clarinetto basso), due fagotti
- quattro corni (in Mi e Fa), tre trombe (in Mi e Fa), tre tromboni, tuba
- timpani, triangolo, grancassa, cembali, tamburello
- arpa e archi.

## Incisioni
Le versioni originali di Lemminkäinen e le fanciulle dell'isola e Il ritorno di Lemminkäinen sono state registrate da Osmo Vänskä e dall'Orchestra Sinfonica di Lahti (BIS CD-1015). Altre registrazioni dell'intera suite pubblicata sono l'Helsinki Radio Symphony Orchestra diretta da Okko Kamu, l'Orchestra Sinfonica di Göteborg diretta da Neeme Järvi, la Philadelphia Orchestra diretta da Eugene Ormandy e la London Symphony Orchestra diretta da Sir Colin Davis. The Iceland Symphony Orchestra (Petri Sakari)